# فنجاني حبيبي
فنجاني حبيبي (الاسم العلمي: Peziza granulosa) هو نوع من الفطريات يتبع جنس الفنجاني من فصيلة الفنجانية.